# Гуффле, Морис
Морис Гуффле (фр. Maurice Gufflet, 15 августа 1863, Порт-Луи, Маврикий — 22 апреля 1915, Бордо, Франция) — французский яхтсмен, серебряный призёр летних Олимпийских игр 1900.
На Играх Гуффле участвовал на яхте Gitana в двух гонках — для яхт водоизмещением 3-10 т и в открытом классе. В первой гонке он занял второе место, получив серебряную медаль. Во втором его экипаж не смог финишировать.